# Campaign for Real Education
Die Campaign for Real Education ist eine Non-Profit-Organisation in London. Sie setzt sich für höhere Bildungsstandards und mehr Wahlmöglichkeiten der Eltern im staatlichen Bildungssystem ein und informiert die Öffentlichkeit über die Auswirkungen der Bildungsreformen.

## Geschichte
Die Organisation wurde im Jahr 1987 von vierzehn Eltern und Lehrern gegründet, die über sinkende Leistungsstandards und nach ihrer Ansicht schädlichen Veränderungen im staatlichen Bildungssystem besorgt waren, die von oben – ohne Mitwirkungsmöglichkeiten der Betroffenen – durchgesetzt worden seien. Seitdem hätten sich Tausende von Eltern, Lehrern und Wissenschaftlern mit ähnlichen Anliegen an die Organisation gewandt. So sei ein landesweites Netzwerk von Unterstützern und Verbindungen mit Gleichgesinnten in Ländern wie den Vereinigten Staaten, Australien und der Schweiz entstanden.

## Ziele
Neben den Hauptzielen der Hebung der Bildungsstandards und der Verbesserung der Wahlmöglichkeiten in der Staatsschule unterstützt die Organisation die Grammar School mit ihrem Selektionsprinzip und befasst sich mit Themen wie Schulverweigerung, niedrige Bildungs- und Verhaltensstandards, Misswirtschaft der Schulfinanzierung,  und modernen Lehrmethoden wie kindzentriertes Lernen.

## Aktivitäten
Die Aktivitäten umfassen einen regelmäßigen Newsletter-Versand, Analysen und Broschüren zu wichtigen bildungspolitischen Themen wie Leseunterricht, Rechtschreibung, Geschichtsunterricht und Lehrerausbildung, die in der Fachwelt und bei Bildungsdiskussionen Verwendung finden. Es wurden Lehrplänevorschläge für die Primarstufe erarbeitet, die den Schülern die notwendigen Grundlagen für den Übertritt in die Sekundarstufe vermitteln sollen. Es werden Seminare und Konferenzen mit internationalen Experten organisiert, Neuerscheinungen der pädagogischen Literatur gesichtet und man nimmt an kontradiktorischen Veranstaltungen teil.

## Information und Beratung
Die Organisation ist eine Anlaufstelle zur Information und Beratung von Eltern, Lehrer, Behörden und Medien, wo sie oft als „Stimme des gesunden Menschenverstandes“ gilt. Die freiwillige Arbeit der Ausschussmitglieder ist fachlich anerkannt und es finden regelmäßige Konsultationen durch Eltern, Lehrer, Geschäftsleute, Politiker und Regierungsbehörden statt.

## Publikationen
- Stewart Deuchar: History on the brink. Verlag Campaign for Real Education 1992, ISBN 1-872953-16-6
- Stewart Deuchar: Bogus History? Verlag Campaign for Real Education 1993, ISBN 1-872953-18-2
- Nick Seaton: Teacher Training: Public Funding for Progressivism? Verlag Campaign for Real Education 1993, ISBN 1-872953-17-4
- David Marsland, Nick Seaton: Empire Strikes Back: „Creative Subversion“ of the National Curriculum. Verlag Campaign for Real Education 1993, ISBN 1-872953-19-0
- C J M. McGovern: The SCAA review of National Curriculum history: a minority report. Verlag Campaign for Real Education  1994, ISBN 1-872953-19-0
- Nick Seaton: School Funding: Present Chaos and Future Clarity. Verlag Centre for Policy Studies 1996, ISBN 1-897969-56-2
- Nick Seaton: Fair Funding or Fiscal Fudge: Continuing Chaos in School Funding. Verlag Centre for Policy Studies 1999, ISBN 1-897969-93-7
- Nick Seaton: Unfair Funding. Verlag Centre for Policy Studies 2000, ISBN 1-903219-20-5
- Chris McGovern: Back to Beveridge! CRE report on the five great giants holding back our children’s education. CRE 2013

- Irina Tyk: Whole Class Teaching. A paper for the Campaign for Real Education. Campaign for Real Education, 2014
- Campaign for Real Education: An education manifesto for the 2015 general election

### Stellungnahmen in den Medien (Auswahl)
- Education campaigner Nick Seaton criticises teachers over strike, Juni 2011
- BBC: Parents helping out in teachers strike would be 'chaos', Juni 2011
- The Telegraph, 31. Government book scheme 'appeals to lowest common denominator', Dezember 2009
- One-fifth of primary schools 'refusing to lay on help for brightest children', Oktober 2009
- Nursery rhymes in October 2009
- Teachers considering return of the cane in October 2008
- Knotted ties banned in Stockport school in March 2007
- Cardiff school gives tickets to Old Trafford for high attendance at school
- Manchester primary school bans pencil cases in March 2005
- Unemployable youths in March 2004
- Spelling in January 2004